# ТЕС Карабатан
47°20′40″ пн. ш. 52°16′39″ сх. д. / 47.34444° пн. ш. 52.27750° сх. д.
ТЕС Карабатан — теплова електростанція у північному Прикаспії, в районі Карабатан.
В 2019 році на майданчику ТЕС стали до ладу два однотипні парогазові блока потужністю по 155 МВт, у кожному з яких дві газові турбіни потужністю по 50 МВт живлять через відповідну кількість котлів-утилізаторів парову турбіну з показником 56 МВт.
Як паливо станція споживає природний газ, що надходить по перемичці довжиною 6,5 км та діаметром 325 мм від трубопроводу Макат – Північний Кавказ.
Проект реалізували через компанію «Karabatan Utility Solutions», яка належить до групи державного «Фонду національного добробуту «Самрук-Қазина». Електростанція передусім має забезпечувати споживачів казахської індустріальної зони «Національний індустріальний нафтохімічний технопарк», першим реалізованим проектом в якій стала запущена в 2022 році установка дегідрогенізації пропану компанії «Kazakhstan Petrochemical Industries Inc.» та супутнє їй виробництво поліпропілену.
За межі індустріальної зони електроенергія видається по ЛЕП, що працює під напругою 220 кВ.